# Triplophyllum glabrum
Triplophyllum glabrum är en ormbunkeart som beskrevs av Jefferson Prado och R. C. Moran. Triplophyllum glabrum ingår i släktet Triplophyllum och familjen Tectariaceae. Inga underarter finns listade.